# Ungleichung von Padoa
Die Ungleichung von Padoa (englisch Padoa’s inequality) ist eine fundamentale Ungleichung der Dreiecksgeometrie. Sie geht auf den italienischen Mathematiker Alessandro Padoa zurück und wurde von diesem im Jahre 1925 publiziert. Die Ungleichung setzt zwei aus den Seitenlängen eines Dreiecks gebildete Produkte in Beziehung und ist äquivalent mit der eulerschen Dreiecksungleichung.

## Darstellung der Ungleichung
Padoas Ungleichung besagt Folgendes:
Ist in der euklidischen Ebene ein beliebiges Dreieck {\displaystyle ABC} gegeben und haben dessen Seiten die Längen {\displaystyle a,b,c}, so gilt stets die Ungleichung
(P) {\displaystyle abc\geq \left(a+b-c\right)\left(b+c-a\right)\left(c+a-b\right)}  .